# Väinö Tuominen
Väinö Tuominen, född 22 maj 1880, död 9 november 1947, var en finländsk musiker, sångtextförfattare och kompositör.
Flera sånger med Tuominens kompositioner framfördes av Georg Malmstén, däribland Syysaaltoja och Aaltojen valssi. Andra låtar framfördes av bland andra Kaarlo Kytö och Viljo Vesterinen. Tuominens Ryyppymiesten valssi framfördes av Eugen Malmstén och Amarillo-orkestern den 1 januari 1931 och tillhör den typen av finländsk musik, som relaterade till alkoholförbudet i Finland 1919-31.

## Kompositioner (urval)[2]
- Aaltojen valssi
- Hilpea hanuri
- Kaksi iloista hanuria
- Kolme akaa puhallinorkesterille
- Kevätaamu Suomessa
- Juhlamarssi
- Irti maasta
- Kengät kuluu polkka
- Kun ruusut kukkivat
- Ryypyymiesten valssi
- Syysaaltoja
- Tyttö ja perhonen
- Suvi-marssi